# Suk Min-hee
Suk Min-Hee (7 de setembro de 1968) é uma ex-handebolista sul-coreana. campeã olímpica.
Fez parte da geração de ouro sul-coreana, medalha de ouro, em Seul 1988.